# Keep on Loving You
Keep On Loving You é um álbum de estúdio de Reba.